# Пізньоцвіт
Пізньоцві́т (Colchicum) — рід багаторічних рослин родини пізньоцвітових, що нараховує близько 100 видів. Його представники розповсюджені в помірних і субтропічних областях Старого Світу. Усі пізньоцвіти отруйні, серед них також є лікарські, медоносні й декоративні рослини.

## Назва
Латинська назва colchicum походить від давньогрецької назви сучасної Грузії — Колхіда, тому що на її теренах пізньоцвіти досить поширені. Українська назва вказує на незвичний строк цвітіння представників роду, оскільки переважна більшість пізньоцвітів розквітають восени, коли інші рослини вже завершили свій розвиток. Таке ж саме походження має українська народна назва «зимовник», яка співзвучна з польською zimowit. Англійці інколи називають пізньоцвіти «гола леді», маючи на увазі, що їхні квіти з'являються без появи листків. В Середньовіччі пізньоцвіти називали filius ante patrem («син поперед батька») через те, що плоди дозрівають наступного року після цвітіння, внаслідок чого здається, що протягом одного календарного року плоди з'являються начебто раніше за квітки.

## Опис
Пізньоцвіти являють собою досить однорідну групу видів, до якої належать цибулинні трав'янисті рослини заввишки 10—60 см. Бульбоцибулини великі, вкриті цупкими коричневими піхвами листків, які подовжуючись, охоплюють нижню частину стебла у вигляді плівчастої трубки. Листків 2—8, вони широко- або довгастоланцетні, завдовжки 12—30 см, з'являються під час цвітіння або після нього.
Квітки великі, двостатеві, зазвичай актиноморфні і шестичленні (лише у Colchicum coloratum зигоморфні). Як правило, вони піднесені на коротких квітконосах, але у 3 видів (Colchicum melanthioides, Colchicum coloratum, Colchicum scabromarginatum) квіти сидячі. Форма пелюсток міниться від ланцетної до обернено-яйцеподібної, з більш-менш загостреною верхівкою; колір — від блідо-рожевого до пурпурового, як виняток у окремих видів бувають білі, темно-червоні, жовті або пістряві квітки. Тичинок 6. Пиляки великі, переважно жовті або жовтогарячі (рідше — чорні), зазвичай перевищують тичинкові нитки вдвічі. Плід — коробочка, що містить численне дрібне насіння.

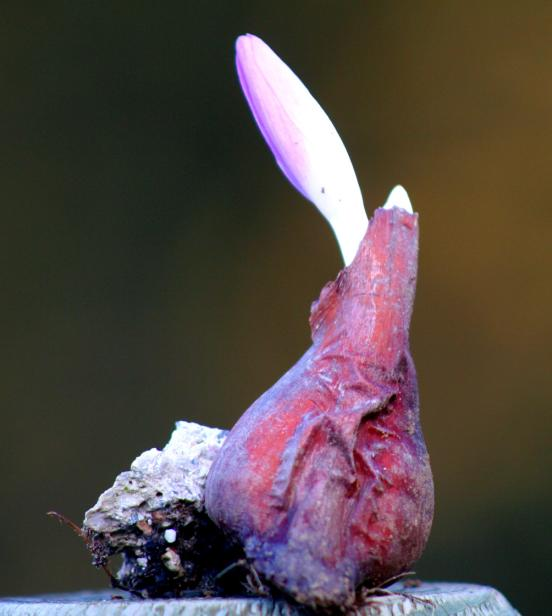
Цибулина пізньовіту осіннього
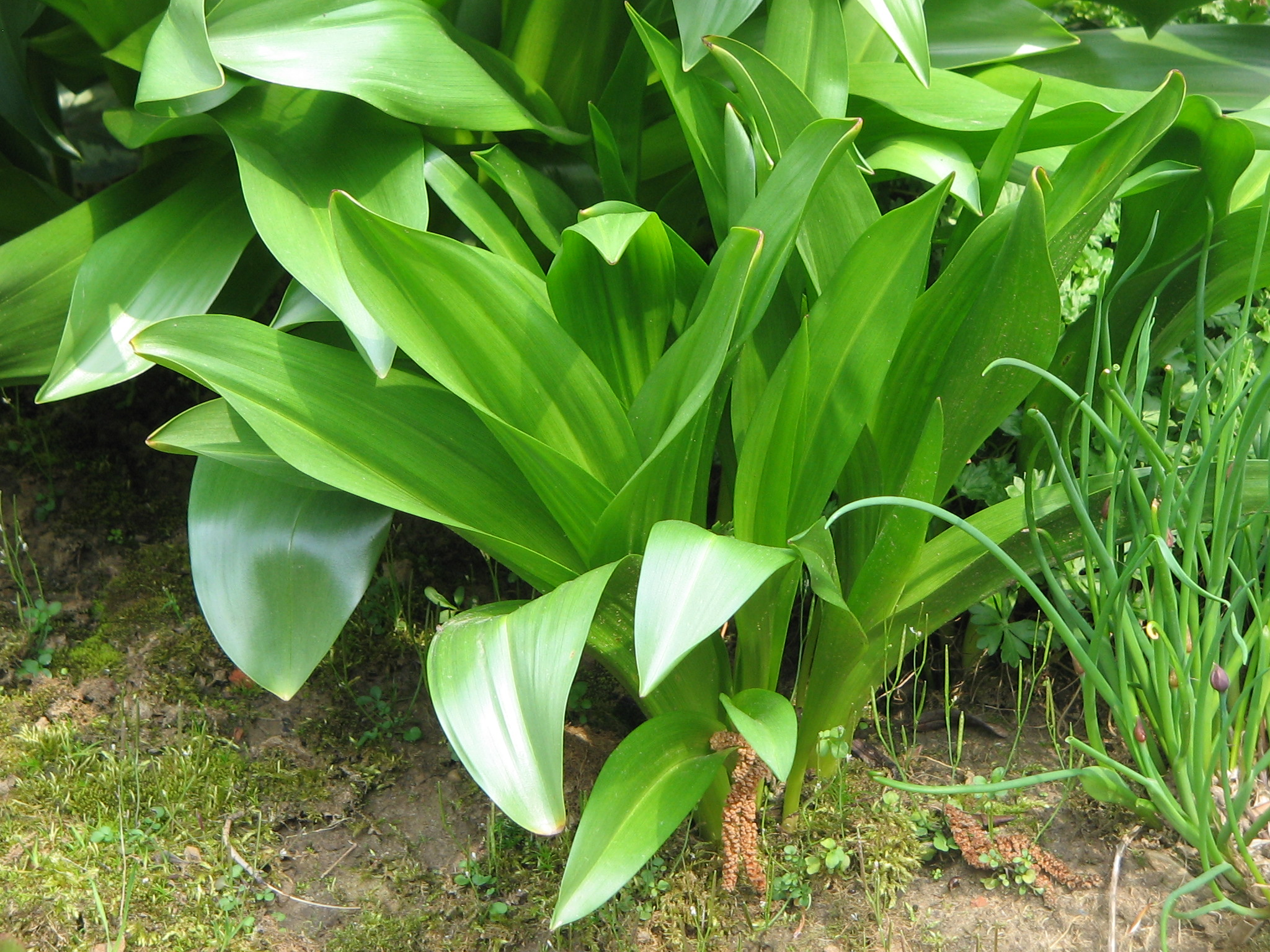
Листя Colchicum bornmuelleri
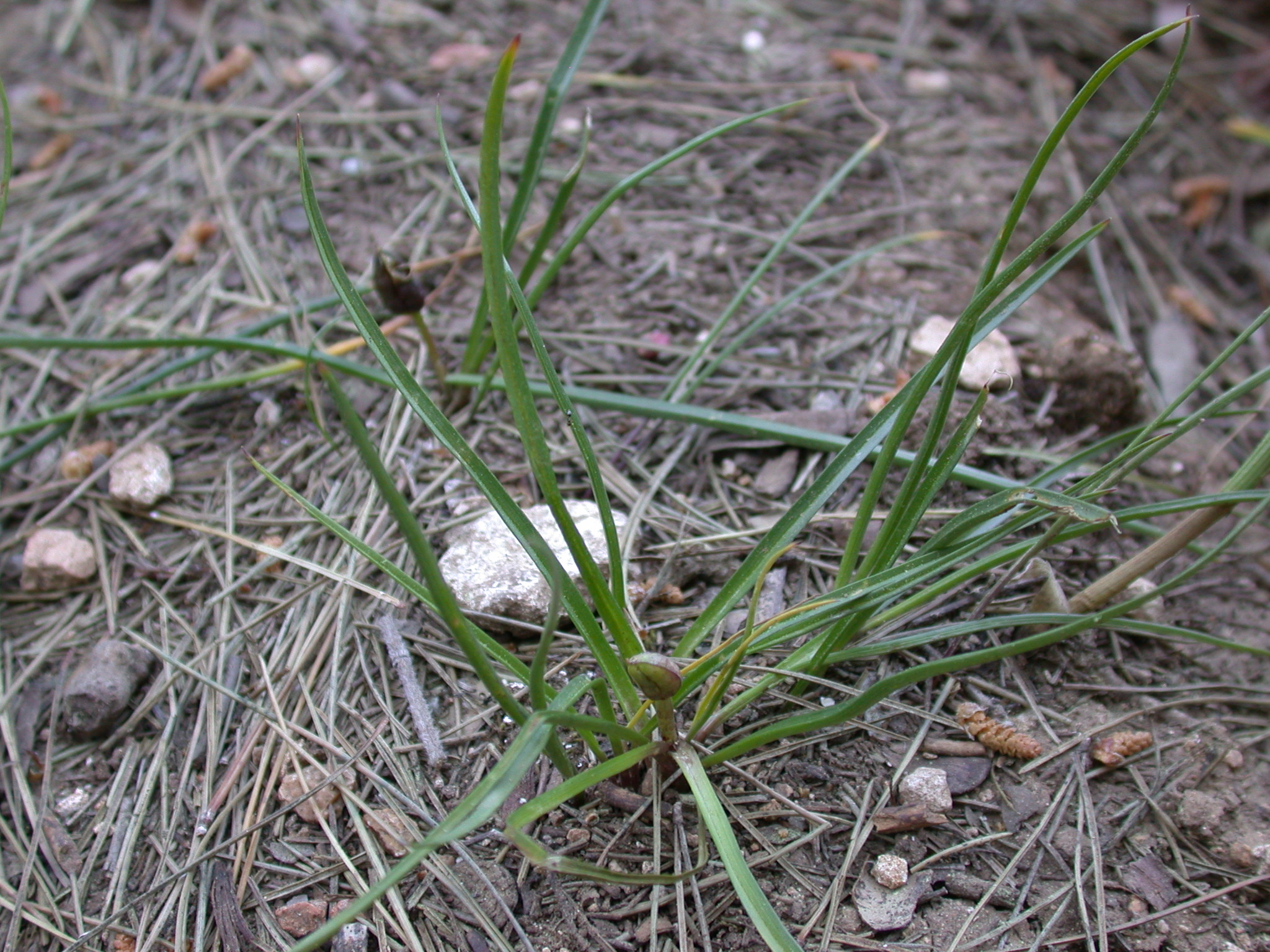
Листя Colchicum stevenii
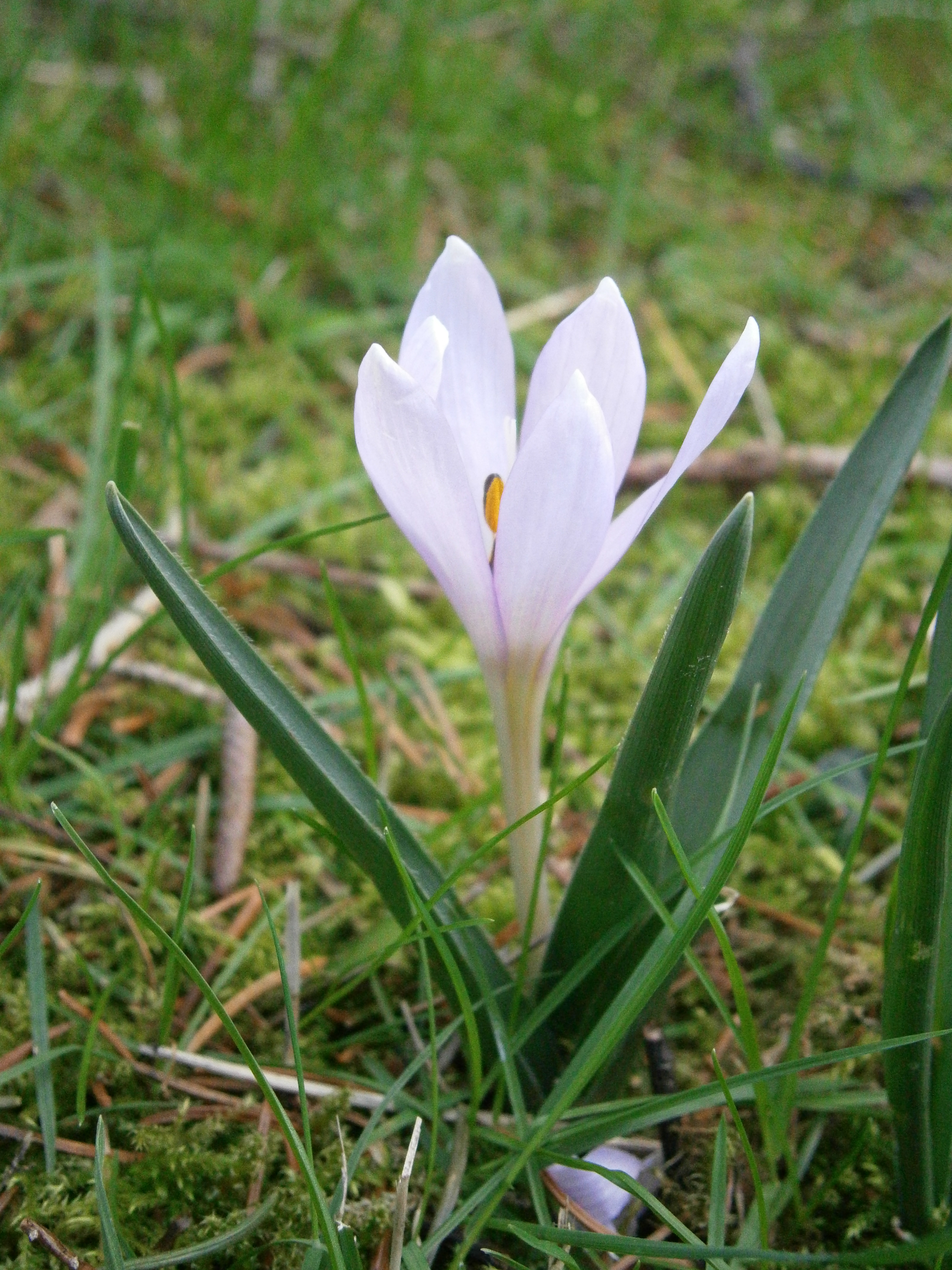
Біла квітка Colchicum hungaricum
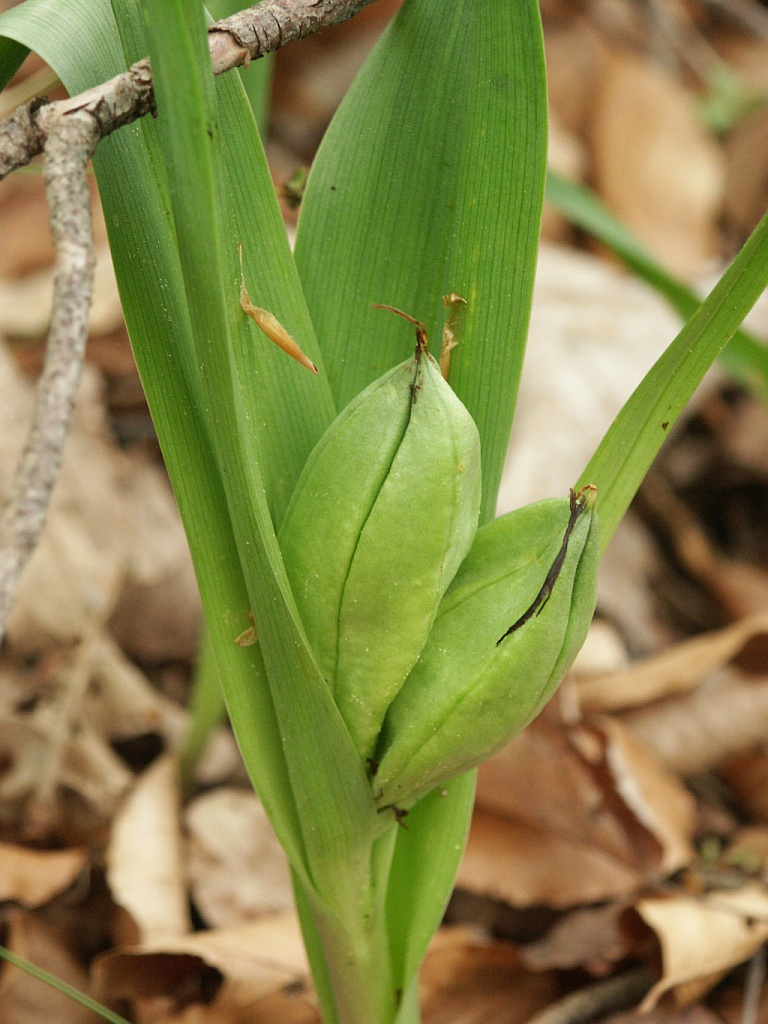
Недостиглі плоди пізньоцвіту осіннього
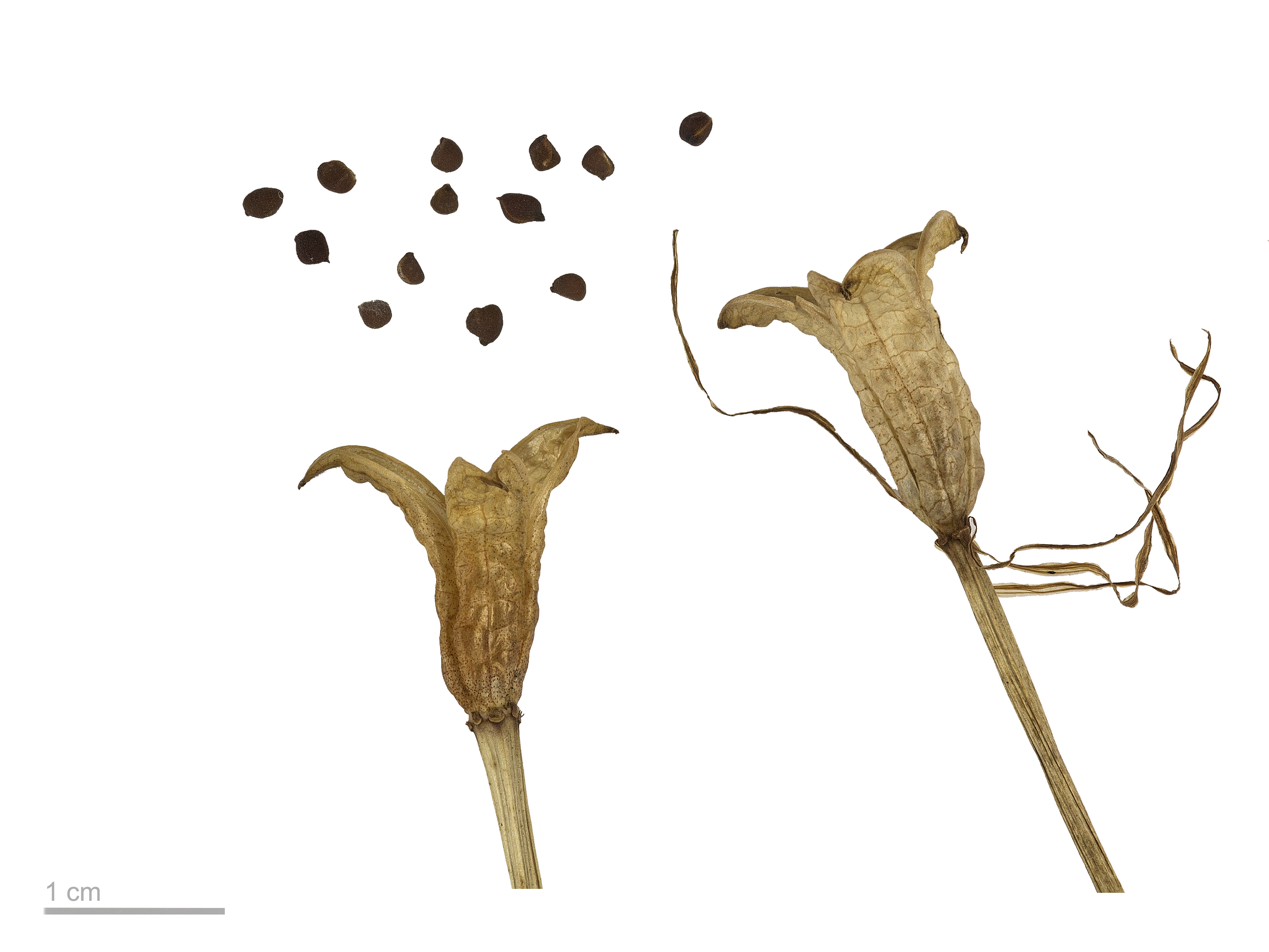
Стиглі плоди з насінням Colchicum montanum

## Хімічний склад
Всі органи пізньоцвітів містять алкалоїд колхіцин, який перешкоджає поділу клітин. Через це рослини смертельно отруйні для людини і хребетних тварин, навіть потрапляння соку може призвести до подразнення шкіри. Окрім колхіцину пізньоцвітам властива наявність схожої сполуки — колхаміну.

## Екологія та поширення

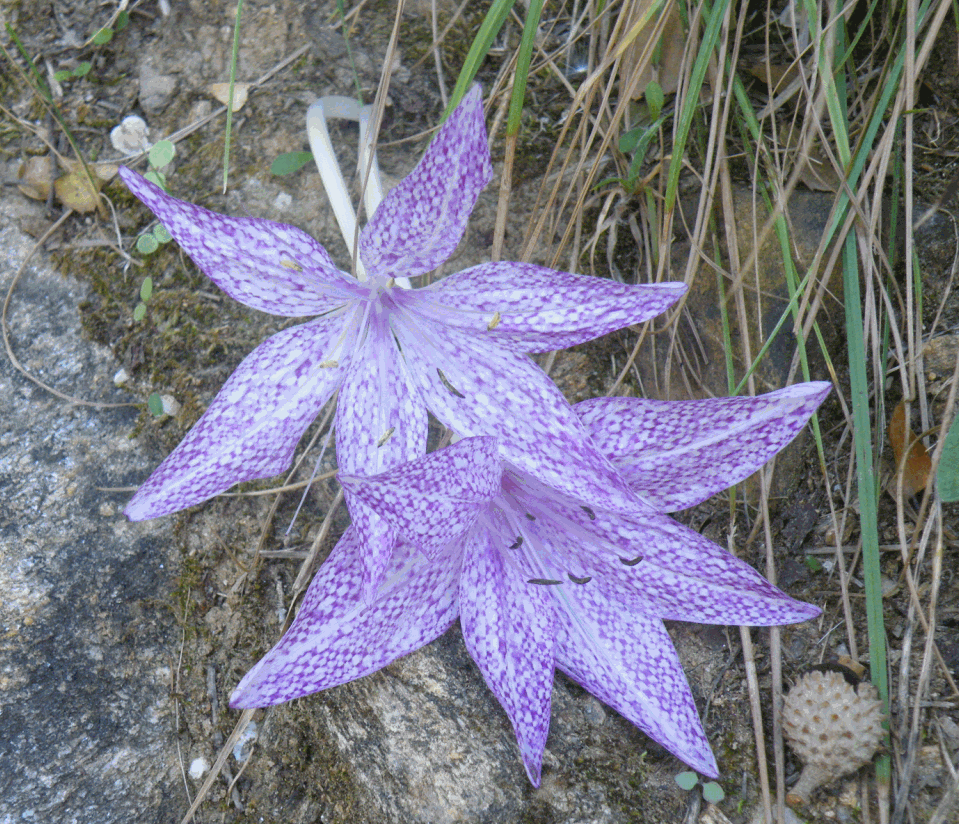
Пістряві квіти Colchicum variegatum

Рослини помірно світло- та теплолюбні, а за рахунок того, що розвиваються у сезон, коли ґрунт добре зволожений, вважаються доволі посухостійкими. Усі пізньоцвіти є ефемероїдами, тобто видами з коротким вегетаційним періодом, який розпочинається восени, переривається взимку, а далі продовжується наприкінці весни — початку літа. Лише 7 видів квітнуть навесні, їх безперервний цикл розвитку близький до інших ранньовесняних квітів. Пізньоцвіти віддають перевагу глинистим, добре проникним та дренованим ґрунтам. Найкраще розвиваються у відкритих біоценозах: на схилах гір, у степах, напівпустелях тощо.
Пізньоцвіти запилюються бджолами і при великій щільності популяцій можуть бути джерелом підтримуючого медозбору восени. У видів із сидячими квітами запилення відбувається за допомогою дрібних гризунів. Окрім насіннєвого, у пізньоцвітів поширене і вегетативне розмноження за допомогою дочірніх цибулинок. Іноді вони утворюються у настільки великій кількості, що пригнічують цвітіння материнської цибулини.
Центр видового розмаїття розташований в Середземномор'ї, Малій Азії, на Кавказі, у Закавказзі. Крім того, пізньоцвіти зростають у Південній та Східній Європі, Північній Африці, в Ірані, Казахстані, Пакистані та Індії (Кашмір).

## Застосування

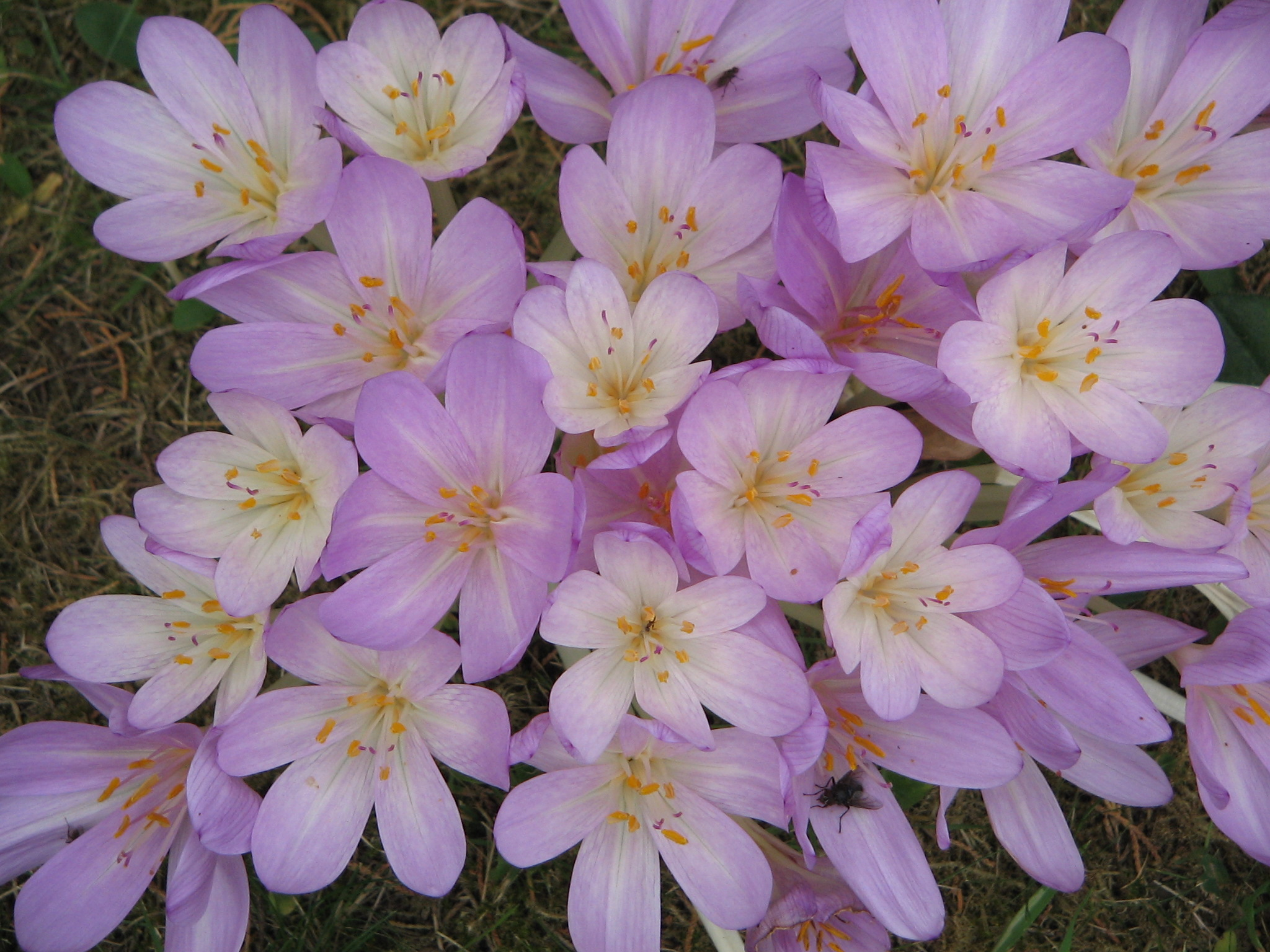
Квіти Colchicum byzantinum

Пізньоцвіти здавна відомі як декоративні рослини, втім, поступаються в популярності схожим на них шафранам. Це пояснюється кількома причинами: по-перше, отруйністю рослин, через яку садівники вимушені працювати з ними в рукавичках, по-друге, здатністю квітконосів полягати під дощем, по-третє, пізнім розвитком великих листків, які відмирають влітку і надають квітникам непривабливого вигляду. Щоб нівелювати останню ваду, пізньоцвіти рекомендують висаджувати разом з високими багаторічними квітами, які влітку своїми стеблами маскують відмираючі листки. Найпоширенішими в культурі є пізньоцвіт осінній, Colchicum byzantinum, Colchicum bornmuelleri та Colchicum speciosum, на основі яких виведено декілька сортів, в тому числі з повними квітами.
Насіння і бульбоцибулини пізньоцвітів використовують як лікарську сировину. Вони використовуються для видобутку колхіцину, який застосовують для лікування артритів, сімейної середземноморської гарячки, синдрому Бехчета та інших ревматичних захворювань. Самолікування народними методами суворо протипоказане у зв'язку із надзвичайною отруйністю рослин.

## Види
| - Colchicum alpinum DC. - Colchicum ancyrense B.L.Burtt — пізньоцвіт анкарський - Colchicum androcymbioides (Valdés) K.Perss. - Colchicum antepense K.Perss. - Colchicum antilibanoticum Gomb. - Colchicum arenarium Waldst. & Kit. — пізньоцвіт піщаний - Colchicum arenasii Fridl. - Colchicum asteranthum Vassiliades & K.M.Perss. - Colchicum atticum Spruner ex Tommas. - Colchicum autumnale L. — пізньоцвіт осінній - Colchicum balansae Planch. - Colchicum baytopiorum C.D.Brickell - Colchicum bivonae Guss. - Colchicum boissieri Orph. - Colchicum bulbocodium Ker Gawl. - Colchicum burttii Meikle - Colchicum chalcedonicum Azn. - Colchicum chimonanthum K.Perss. - Colchicum chlorobasis K.Perss. - Colchicum cilicicum (Boiss.) Dammer - Colchicum confusum K.Perss. - Colchicum corsicum Baker - Colchicum cretense Greuter - Colchicum crocifolium Boiss. - Colchicum cupanii Guss. - Colchicum davisii C.D.Brickell - Colchicum decaisnei Boiss. - Colchicum doerfleri Halácsy - Colchicum dolichantherum K.Perss. - Colchicum eichleri (Regel) K.Perss. - Colchicum euboeum (Boiss.) K.Perss. - Colchicum fasciculare (L.) R.Br. - Colchicum feinbruniae K.Perss. - Colchicum figlalii (Varol) Parolly & Eren - Colchicum filifolium (Cambess.) Stef. - Colchicum fominii Bordz. — пізньоцвіт Фоміна | - Colchicum freynii Bornm. - Colchicum gonarei Camarda - Colchicum gracile K.Perss. - Colchicum graecum K.Perss. - Colchicum greuteri (Gabrieljan) K.Perss. - Colchicum haynaldii Heuff. - Colchicum heldreichii K.Perss. - Colchicum hierosolymitanum Feinbrun - Colchicum hirsutum Stef. - Colchicum hungaricum Janka - Colchicum ignescens K.Perss. - Colchicum imperatoris-friderici Siehe ex K.Perss. - Colchicum inundatum K.Perss. - Colchicum kesselringii Regel - Colchicum kotschyi Boiss. - Colchicum kurdicum (Bornm.) Stef. - Colchicum laetum Steven - Colchicum lagotum K.Perss. - Colchicum leptanthum K.Perss. - Colchicum lingulatum Boiss. & Spruner - Colchicum longifolium Castagne - Colchicum lusitanum Brot. - Colchicum luteum Baker - Colchicum macedonicum Kosanin - Colchicum macrophyllum B.L.Burtt - Colchicum manissadjianii (Azn.) K.Perss. - Colchicum micaceum K.Perss. - Colchicum micranthum Boiss. - Colchicum minutum K.Perss. - Colchicum mirzoevae (Gabrieljan) K.Perss. - Colchicum montanum L. - Colchicum multiflorum Brot. - Colchicum munzurense K.Perss. - Colchicum nanum K.Perss. - Colchicum neapolitanum (Ten.) Ten. - Colchicum parlatoris Orph. - Colchicum parnassicum Sart., Orph. & Heldr. | - Colchicum paschei K.Perss. - Colchicum peloponnesiacum Rech.f. & P.H.Davis - Colchicum persicum Baker - Colchicum polyphyllum Boiss. & Heldr. - Colchicum pulchellum K.Perss. - Colchicum pusillum Sieber - Colchicum raddeanum (Regel) K.Perss. - Colchicum rausii K.Perss. - Colchicum ritchii R.Br. - Colchicum robustum (Bunge) Stef. - Colchicum sanguicolle K.Perss. - Colchicum schimperi Janka ex Stef. - Colchicum serpentinum Woronow ex Miscz. - Colchicum sfikasianum Kit Tan & Iatroú - Colchicum sieheanum Hausskn. ex Stef. - Colchicum soboliferum (C.A.Mey.) Stef. - Colchicum speciosum Steven - Colchicum stevenii Kunth - Colchicum szovitsii Fisch. & C.A.Mey. - Colchicum trigynum (Steven ex Adam) Stearn - Colchicum triphyllum Kunze - Colchicum troodi Kotschy - Colchicum tunicatum Feinbrun - Colchicum turcicum Janka - Colchicum tuviae Feinbrun - Colchicum umbrosum Steven — пізньоцвіт тіньовий - Colchicum varians (Freyn & Bornm.) Dyer - Colchicum variegatum L. - Colchicum variopictum Janka - Colchicum velutinum Bornm. & Kneuck. - Colchicum × veratrifolium S.Arn. - Colchicum verlaqueae Fridl. - Colchicum wendelboi K.Perss. - Colchicum woronowii Bokeriya - Colchicum zahnii Heldr. |